# Hasslöfestivalen
Hasslöfestivalen är en musikfestival som anordnas i juli varje sommar på Hasslö i Blekinge skärgård. 2011 vistas festivalen av stora namn som September, Eldkvarn och Hoola Bandoola Band. Ett stående inslag på festivalen är Hasslösonen Caj Karlsson och de olika band han medverkar i. 
Paraply Produktion är huvudarrangör för festivalen och som medarrangörer står Hasslö Goif och Hasslö Musikförening.